# Школа за девојке Ел Раваби
Школа за девојке Ел Раваби (арап. مدرسة الروابي للبنات) јорданска је драмска телевизијска серија у режији Тиме Шомали. Премијерно је приказује Netflix од 12. августа 2021. године. Друга је јорданска оригинална серија за Netflix, после серије Џин.
У мају 2022. обновљена је за другу сезону, упркос што је претходно објављена као мини-серија.

## Радња
Након што су малтретиране у елитној приватној школи у Јордану, група девојака планира освету. Међутим њихови планови доводе до последица које компликују танке линије између насилника и жртве. Серија приказује различите аспекте школе о којима се не говори. Такође говори о патријархату, корумпираном систему/индустрији, малтретирању, сексуалном злостављању и репутацији.

## Улоге

### Главне
- Андрија Таје као Маријам
- Ракин Саад као Ноаф
- Нур Тахер као Лајан Мурад Фатхи
- Јара Мустафа као Дина
- Хуана Арида као Ранија
- Салсабијела као Рукаја

### Споредне
- Надера Емран као директорка Фатен Кади
- Рим Саде као госпођица Абир
- Јана Зејнедин као Лајла
- Ахмад Хамдан као Лаит Радван

## Епизоде
| Бр. еп. | Наслов                     | Редитељ     | Сценариста                               | Премијера        |
| ------- | -------------------------- | ----------- | ---------------------------------------- | ---------------- |
| 1       | Волела сам школу           | Тима Шомали | Тима Шомали, Ширин Камал и Слам Алшомали | 12. август 2021. |
| 2       | Време је за акцију!        | Тима Шомали | Тима Шомали, Ширин Камал и Слам Алшомали | 12. август 2021. |
| 3       | Све се враћа, све се плаћа | Тима Шомали | Тима Шомали, Ширин Камал и Слам Алшомали | 12. август 2021. |
| 4       | Разбијено стакло           | Тима Шомали | Тима Шомали, Ширин Камал и Слам Алшомали | 12. август 2021. |
| 5       | И постала је странкиња     | Тима Шомали | Тима Шомали, Ширин Камал и Слам Алшомали | 12. август 2021. |
| 6       | Затишје пред олују         | Тима Шомали | Тима Шомали, Ширин Камал и Слам Алшомали | 12. август 2021. |

## Радња
1. ↑  Mullally, William (2021-08-11). „One-on-one with the creator of Netflix's new Arabic original 'AlRawabi School for Girls'”. Arab News. Приступљено 2021-08-12.
2. ↑  Kumar, Shyama (2021-07-31). „Netflix drops first trailer of Arabic Original production, 'Al Rawabi School for Girls'”. Gulf News. Приступљено 2021-08-12.
3. ↑  Netflix (18. 5. 2022). It's official! AlRawabi School for Girls has been renewed for a second season! 🚨 | Netflix. YouTube. Приступљено 18. 5. 2022.
4. ↑  „Al Rawabi School for Girls: Netflix series sparks debate over portrayal of Jordanian teens”.